# Mohamed Magassouba
Mohamed Magassouba (1º gennaio 1958) è un allenatore di calcio maliano,.

## Palmarès

### Allenatore

#### Competizioni nazionali
- Campionato congolese: 1

Vita Club: 1993
- Campionato maliano: 1

Stade Malien: 2006-2007